# ميلوس ديميتريفيتش
ميلوس ديميتريفيتش (بالصربية: Милош Димитријевић)‏ هو لاعب كرة قدم صربي في مركز الوسط، ولد في 16 فبراير 1984 في بلغراد في صربيا. شارك مع منتخب فرنسا تحت 18 سنة لكرة القدم ومنتخب صربيا تحت 21 سنة لكرة القدم ومنتخب صربيا لكرة القدم. أما مع النوادي، فقد لعب مع النجم الأحمر بلغراد وراد بيوغراد وسيدني إف سي وكييفو فيرونا ونادي غرونوبل ونادي نانت.

## وصلات خارجية
- ميلوس ديميتريفيتش على موقع قاعدة بيانات كرة القدم.إي يو (الإنجليزية)
- ميلوس ديميتريفيتش على موقع ليكيب (الفرنسية)
- ميلوس ديميتريفيتش على موقع Soccerway.com (الإنجليزية)